# Hoher Eichham
Der Hohe Eichham (auch Hocheichham) ist mit einer Höhe von 3371 m ü. A. der dominierende Berg der südöstlichen Venedigergruppe in den Hohen Tauern in Österreich. Der Gipfel entsendet vier Grate in Richtung Nord, Ost, Süd und Südwest. Südöstlich ist das Nillkees eingelagert, nordöstlich befindet sich das Hexenkees. Das Große Eichhamkees im Nordwesten und das Kleine Eichhamkees im Südwesten sind auf unbedeutende Eisreste abgeschmolzen. Im Nordgrat ragt der Eichhamturm (3255 m ü. A.) auf. In der Verlängerung des Nordgrates liegt der Große Hexenkopf (3313 m ü. A.), der ungefähr 600 Meter Luftlinie vom Hohen Eichham entfernt ist. Im Ostgrat befindet sich der Niedere Eichham (3247 m ü. A.), der an diesem Vorgipfel abzweigende Südostgrat ist der Verbindungsgrat zum Sailkopf, der tiefste Einschnitt dieses Grats ist die Sailscharte (3080 m ü. A.). Der Hohe Eichham dürfte im Rahmen der militärischen Landvermessung mittels Triangulation in den 1850er Jahren erstiegen worden sein. Den ersten Besuch von Touristen bekam der Gipfel am 16. Juli 1887 von den Berliner Alpinisten Carl Benzien und Hermann Meynow über den Südgrat. Geführt wurden sie von dem Zillertaler Hans Hörhager aus Dornauberg.

## Touristische Erschließung
Der übliche Anstieg erfolgt von der Bonn-Matreier Hütte. Zunächst ersteigt man dabei den Sailkopf auf dessen Normalweg, anschließend steigt man etwa 130 Höhenmeter auf dessen Nordwestgrat in die Sailscharte ab. Nun wird das Nilkees Richtung Westen zur Eichhamscharte (3125 m ü. A.) überquert. Alternativ kann auch von der Nilljochhütte (1990 m ü. A.) direkt durch das Niltal zum Nilkees und zur Eichhamscharte aufgestiegen werden. Von der Eichhamscharte steigt man nun die Südflanke empor, wobei das Gehgelände noch bis etwa 3200 Meter reicht. Die Schlüsselstellen der nun folgenden Kletterei bilden eine kurze, steile Wandstufe und das Abklettern in eine Scharte kurz vor dem Gipfelaufbau (II). Die Route ist recht ausgesetzt, es kann an Bohrhaken gesichert werden. Von der Bonn-Matreier Hütte bis zum Gipfel sind etwa 3½ Stunden zu veranschlagen. Bei der Querung des Nilkeeses ist die Spaltengefahr eher gering, dennoch können je nach Verhältnissen Steigeisen und Pickel vorteilhaft sein.